# Муха, Альфонс
Альфо́нс Мари́я Му́ха, или Альфо́нс Мюша́  (чеш. Alfons Maria Mucha; фр. Alfons Mucha; 24 июля 1860, Айбеншютце, ныне Иванчице, Моравия, Австрийская империя — 14 июля 1939, Прага, Протекторат Богемии и Моравии) — чешский живописец из Моравии, театральный декоратор, проектировщик интерьера, художник-ювелир и график: книжный иллюстратор, рисовальщик-литограф, мастер театральной афиши и зрелищного плаката, один из наиболее известных представителей стиля ар-нуво.

## Биография

### Молодые годы
Альфонс Муха родился в городке Айбеншютц (нем. Eibenschütz) в Южной Моравии, входившей тогда в состав Австрийской империи, позднее Иванчице (чеш. Ivančice), недалеко от Брно, в семье небогатого моравского судебного пристава Ондрея Мухи, отца шестерых детей от двух браков. Матерью художника была Амалия Мухова, дочь богатого мельника (мораванка по отцу и полька по матери).
В детстве Альфонс увлекался пением. Его певческие способности позволили ему продолжить образование в столице Моравии, Брно, где он получил место в хоре церкви Святого Петра и Павла, и возможность учиться в гимназии. К этому же времени относятся и его первые опыты в рисунке и живописи (акварель «Жанна д’Арк»). В 1875 году он вернулся в родной город, где отец нашёл ему работу судебного клерка, но три года спустя отец отправил рисунки Альфонса в Академию изобразительных искусств в Праге с просьбой о зачислении. Просьба была отклонена с резолюцией: «Выберите другую профессию, где вы будете более полезны». Выполнив несколько декоративных работ в Моравии (в основном театральные декорации), в 1879 году Альфонс уехал в Вену, чтобы работать в крупнейшей компании театральных декораций «Kautsky-Brioschi-Burghardt», продолжая при этом художественное образование, во время которого он был учеником Ганса Макарта. Он отправился в Микулов, где зарабатывал на жизнь как портретист.
Всё своё свободное время он посвящал занятиям в местном любительском театре — вначале как актёр, затем как декоратор и художник афиш и пригласительных билетов.
1881 году «Рингтеатр» в Вене, лучший из его работодателей, пострадал от катастрофического пожара, в котором погибло около 500 человек. Муха, как самый молодой сотрудник, был уволен. Он вернулся в Моравию и работал свободным художником и живописцем-портретистом. Затем трудился в небольшом моравском городке Микулов (Никольсбург) над украшением родового замка графа Карла Куэна-Беласси и его парадного дворца Эммахоф (названного в честь Эммы — жены графа) в моравском городе Грушовани.
Вскоре художник совершил, вместе с супругами Куэн-Беласси, путешествие в Северную Италию и в австрийский Тироль. Там Альфонс Муха некоторое время расписывал стены замка, принадлежавшего брату Куэн-Беласси. Восхищённый талантом юного мораванина, граф согласился оплатить расходы по его учёбе в Мюнхенской академии изящных искусств. Здесь Муха познакомился с Карелом Машеком, Людеком Марольдом и Леонидом Пастернаком и вскоре возглавил Ассоциацию славянских художников.

### Парижский период
После двух лет занятий в Мюнхене Муха в 1887 году переехал в Париж и, изменив свою фамилию на французский лад: Мюша́, поступил в Академию Жюлиана, а затем в Академию Коларосси, наиболее известные художественные школы своего времени. Однако, в том же 1887 году граф Куэн-Беласси покончил с собой. Муха остался без средств к существованию. Ему пришлось прервать систематические занятия живописью и зарабатывать на жизнь изготовлением рекламных плакатов, афиш, календарей, ресторанных меню, приглашений, визитных карточек. Его съёмная мастерская находилась над рестораном мадам Шарлотты, в течение некоторого времени он делил её с Винсентом Ван Гогом. Здесь же, у Шарлотты, Муха познакомился с художниками Выспяньским, Веркаде, Мехоффером, Подковиньским и Слевиньским.
Иногда случались серьёзные заказы. Так, в 1892 году Муха проиллюстрировал многотомный труд «Сцены и эпизоды из истории Германии», французского историка Шарля Сеньобоса. Обращение к великим людям и великим событиям не только германского, но и общеевропейского прошлого обогатило художника ценным опытом, который впоследствии пригодился ему при работе над своим самым знаменитым творением — «Славянской эпопеей».
Поворот в судьбе моравского гения наступил в 1893 году, когда накануне Рождества он получил от театра «Ренессанс», казалось бы, ничем не примечательный заказ на афишу премьеры представления «Жисмонда» с участием великой актрисы Сары Бернар. Остальные художники были недоступны в преддверии праздника, и Мюша (Муха) согласился выполнить заказ. Эта работа сделала его едва ли не самым популярным художником в Париже. Восхищенная Сара Бернар пожелала познакомиться с неизвестным художником, и по её настоянию он получил место главного декоратора театра. За последующие шесть лет вышло множество афиш к спектаклям, к самым известным из которых относятся «Дама с камелиями», «Медея», «Самаритянка», «Тоска» и «Гамлет», а также декорации её постановок, костюмы и украшения. Существует мнение, что некоторое время Муха был также любовником знаменитой актрисы. Однако переписка Альфонса Мюши с женой, а также с Сарой Бернар свидетельствует об обратном.
В парижские годы художник приобрёл широкую известность как автор этикеток, виньеток и рекламной графики разнообразных товаров — от шампанского и бисквитов до велосипедов и спичек, а также как проектировщик ювелирных изделий, архитектурных интерьеров, ресторанных меню, календарей, рисунков тканей, витражей, разнообразных предметов декоративно-прикладного искусства.
Вплоть до 1923 года Альфонс Муха сотрудничал с французским ювелиром Жоржем Фуке, который заказывал у него проекты ювелирных изделий и аксессуаров, кроме того, Альфонс Мюша оформил интерьеры торгового дома Фуке, открывшегося в 1901 году в Париже.
От заказов не было отбоя. Газеты писали о феномене Мюша, в Париже даже появилось новое понятие — «Женщины Мюша» (La Femme Muchas). Роскошные, чувственные и томные «женщины Мюша» тиражировались и расходились тысячными тиражами в плакатах, открытках, игральных картах… Кабинеты светских эстетов, залы лучших ресторанов, дамские будуары украшали шёлковые панно, календари и афиши мастера. В этом же стиле были созданы красочные графические серии «Времена года», «Цветы», «Деревья», «Месяцы», «Звёзды», «Искусства», «Драгоценные камни», которые до настоящего времени тиражируются в виде плакатов (и подвергаются беззастенчивому плагиату на всех уровнях). Одно из известнейших парижских графических издательств, «Шампенуа» (Le Champenois), заключило с моравским художником эксклюзивный контракт.
Все работы Мухи-Мюши отличаются своеобразным и неповторимым стилем, который одно время в Париже также называли «стилем Мюша». Центром композиции, как правило, является молодая, иногда полуобнажённая, женщина славянской внешности в свободной одежде, с роскошной копной рыжих или золотистых волос, утопающая в море цветов — томно-пленительная, иногда загадочная, иногда грациозная либо неприступно-роковая, но всегда обаятельная и миловидная. Картины обрамляют замысловатые растительные орнаменты, не скрывающие своего византийского или восточного происхождения. Такие композиции характерны игрой «стильных» извивающихся линий ар-нуво и «нежной гаммой палевых, соломенных, розовых, оливковых красок».
В этом же стиле были выполнены и хромолитографии Мюши, иллюстрировавшие «Ильзу, принцессу Триполийскую» Робера де Флёра… В отличие от тревожных картин современных ему мастеров — Климта, Врубеля, Бакста — произведения Альфонса Мюши дышат спокойствием и негой.
В 1895 году Альфонс Мюша вошёл в круг символистов «Салон ста» (Salon des Cent), группировавшихся вокруг небольшой одноимённой художественной галереи, к которому принадлежали художники Пьер Боннар, Анри де Тулуз-Лотрек, Эжен Грассе, поэты Поль Верлен, Стефан Малларме и многие другие. В число его знакомых входили братья Люмьер, вместе с которыми он участвовал в опытах по кинематографии, и АвгустСтриндберг. Начиная с 1897 года он организовывал персональные выставки в Париже и других городах Европы, включая Прагу, пользовавшиеся огромным успехом, журнал La Plume (Перо) посвятил ему специальный номер. В 1900 году Муха принимал участие в отделке павильона Боснии и Герцеговины на Всемирной выставке в Париже. Это событие побудило его заинтересоваться историей славян, что в дальнейшем привело к созданию живописного цикла «Славянская эпопея».

### Американский период
В 1906 году Муха женился на своей ученице Марии Хитиловой (в семье родились дочь Ярослава и сын Иржи, позднее — известный журналист, писатель, сценарист, умер в 1991 г.). Одновременно Муха принял предложение Американского общества иллюстраторов и переехал в США, где жил и работал до 1910 года и считался крупнейшим художником современности. Муха преподавал в Художественном институте Чикаго, а в 1908 году создал декорации для Немецкого театра в Нью-Йорке… Однако несмотря на громкий успех (Муха снискал себе славу портретиста и автора обложек иллюстрированных журналов), американская жизнь тяготила его своим прагматизмом, и он не порывал с мечтами вернуться в Чехию. К тому времени он решил, что его прежнее творчество исчерпало себя, и задумывался о создании грандиозного цикла эпических картин на тему истории славян.

### Возвращение на родину
Сразу же после возвращения в Чехию в огромном Хрустальном зале замка Збирог недалеко от Праги художник принялся за работу. В течение последующих восемнадцати лет он создал двадцать монументальных картин, изображающих переломные этапы в истории славянских народов, в частности, «Славяне на исторической родине» («Славяне на прародине»), «Царь Симеон Булгарский», «Проповедь магистра Яна Гуса», «После Грюнвальдского сражения», «Ян Коменский покидает родину» и «Отмена крепостного права на Руси». В эти же годы он работал над оформлением интерьеров самых известных зданий Праги в «стиле модерн» — Муниципального дома, отелей «Европа» и «Империал», создал эскиз главного витража достраиваемого собора Святого Вита в Пражском Граде.
После образования в 1918 году независимой Чехословакии Муха был увлечён идеей создания «официального» графического стиля нового государства: ему принадлежат образцы первых банкнот и почтовых марок страны, один из вариантов государственного герба и даже правительственные бланки и конверты.
В 1928 году Муха завершил свою «Славянскую эпопею» и подарил её городу Праге. В Праге тогда не нашлось галереи, которая могла бы разместить её всю серию картин целиком, её временно экспонировали в Выставочном дворце. После войны картины разместили в замке городка Моравский Крумлов (с 1963 по 2011 годы), затем снова в Выставочном дворце в Праге.
К концу жизни художника ввиду смены художественных стилей и общественных вкусов интерес к его произведениям был потерян: в Чехословакии 1930-х годов (период расцвета функционализма), а также в социалистический период, его творчество считалось устаревшим, чрезмерно националистическим и даже упадочным.
Патриотизм художника (не столько моравский или чешский, сколько общеславянский) был настолько очевидным, что власти гитлеровской Германии включили его в список врагов III Рейха — несмотря даже на весьма значительный вклад Альфонса Мухи в немецкую культуру. После захвата Праги в марте 1939 года, гестапо несколько раз арестовывало престарелого художника и подвергало допросам, в результате чего он заболел пневмонией и скончался 14 июля 1939 года. Альфонс Муха был похоронен на Вышеградском кладбище.

### Масонская деятельность
В 1898 году, проживая в Париже, Альфонс Муха прошёл посвящение в масонской ложе. После образования Чехословакии в 1918 году он активно участвовал в создании первой чешскоговорящей ложи. В 1923 году он стал великим мастером новой Великой ложи Чехословакии, а в 1930 году — суверенным великим командором Верховного совета ДПШУ Чехословакии.
Масонский символизм отражён в картинах Альфонса Мухи, особенно в сборнике «Le Pater».

## Память
Творчеству Альфонса Мухи посвящены музей в Праге, экспозиция цикла «Славянская эпопея» в Моравском Крумлове и выставка о ранних годах его жизни в отреставрированном здании бывшего суда в Иванчице. Произведения Мухи входят в коллекции многих видных музеев и галерей мира. В настоящее время разрабатываются планы строительства в пражском парке Стромовка, недалеко от бывшего выставочного комплекса, специального здания для экспонирования «Славянской эпопеи».
В честь Альфонса Мухи назван астероид № 5122.

## Картины из цикла «Славянская эпопея». 1912—1926.  Холст, масло. Городская галерея, Прага
- Славяне на исконной Родине: между туранским кнутом и готским мечом
- Введение славянской литургии в Великой Моравии
- Царь Симеон Булгарский
- После Грюнвальдской битвы
- Святая Гора Афон
- Коронация сербского царя Стефана Уроша IV Душана как императора Восточной Римской империи
- Отмена крепостного права в России
- Апофеоз славян

## «Женщины Мюша́» (La Femme Muchas). 1896—1911. Хромолитографии
- Весна
- Лето
- Осень
- Зима
- Рекламный плакат  «Шампенуа Печатник-Издатель»
- «Мыло Баньоле»
- Танец
- «Moët & Chandon Crémant Impérial»
- «Принцесса Гиацинт»
- Совершенные велосипеды
- Донна Ореккини
- Реклама сигарет «Job»
- Поэзия
- Календарь «Зодиак»
- Фрукты
- Салон де Гент